# 长轴唐古特延胡索
长轴唐古特延胡索（学名：Corydalis tangutica sp. bullata）为罂粟科紫堇属下的一个亚种。

## 扩展阅读
- 維基物種上的相關：长轴唐古特延胡索